# واکنش دیلز–ریزه
واکنش دیلز–ریزه یا دیلز–ریس(به انگلیسی: Diels–Reese reaction) واکنشی بین هیدرازوبنزن و دی‌متیل استیلن‌دی‌کربوکسیلات (یا استرهای مرتبط) است که اولین بار در سال ۱۹۳۴ توسط اتو دیلز و یوهانس ریزه گزارش شد. کارهای بعدی دیگران محدوده واکنش را به هیدرازوبنزن‌های استخلافی گسترش داد. سازوکار دقیق این واکنش مشخص نیست. با تغییر ماهیت اسیدی یا بازی حلال، واکنش محصولات متفاوتی می‌دهد. با استفاده از استیک اسید به عنوان حلال (اسیدی)، واکنش یک دی‌فنیل‌پیرازولون می‌دهد. با زایلین به عنوان حلال (خنثی)، واکنش یک ایندول می‌دهد. با پیریدین به عنوان حلال (بازی)، واکنش یک کربومتوکسی‌کینولین می‌دهد که می‌تواند به دی‌هیدروکینولین تجزیه شود.